# 柯文
柯文（1559年—1622年），字守白，號酉室，湖廣德安府安陆县民籍孝感县人，明朝政治人物。

## 生平
萬曆二十二年（1594年）甲午科湖廣乡试舉人，二十六年（1598年）戊戌科進士。户部觀政，初授四川富顺令，丁父艱归。服除，三十二年降補福建按察司照磨，三十四年丙午（1606年）升山东泗水令。三十八年擢官刑部广西司主事，次年奉命讯广西狱，多所平反。歷广西、四川、山东三司，四十三年参与会审梃击案，四十三年出知韶州府，归里中疾作，遂以病辞官。